# Боян
Боя́н (Бая́н; др.-рус. Боянъ) — имя или нарицательный термин, упоминающийся в «Слове о полку Игореве» и «Задонщине». В «Слове» назван «вещим» внуком бога Велеса. Согласно преобладающей в настоящее время точке зрения — древнерусский поэт-певец, который был предшественником автора «Слова».
Со времени открытия «Слова о полку Игореве» возникло две тенденции в интерпретации этого лица: одни исследователи рассматривают Боян как собственное имя древнерусского поэта-певца, другие считают его нарицательным словом, обозначающим любого певца, поэта, сказителя. В русской поэзии использовалось как имя нарицательное для обозначения славянского бродячего певца.

## Имя
Ю. И. Венелин (1849) считал, что Боян из «Слова о полку Игореве» был болгарским князем Бояном Владимировичем (ум. 931), который слыл колдуном. В. Г. Белинский (1844) при анализе «Руслана и Людмилы» утверждал, что Пушкин, считая слово Боян «равнозначительным» таким словам, как «скальд, бард, менестрель, трубадур, миннезингер», «разделял заблуждение всех наших словесников, которые, нашед в „Слове о полку Игореве” „вещего баяна, соловья старого времени…“, заключили из этого, что Гомеры древней Руси назывались баянами». По мнению Белинского, «по смыслу текста „Слова“ ясно видно, что имя Баяна есть собственное, а отнюдь не нарицательное». «Баян „Слова“ так неопределенен и загадочен, что на нем нельзя построить даже и остроумных догадок». Согласно лингвисту Б. В. Миллеру, «Боян — лицо болгарское и попал в „Слово“ из болгарского источника».

Великий Новгород, информационная табличка на улице Бояна

Е. В. Барсов, резко критиковавший гипотезу Миллера, указал на ряд свидетельств, что имя Боян имелось в Древней Руси. Более поздние историко-археологические находки подтвердили это и свидетельствуют о широкой распространённости этого имени. В Новгородской первой летописи упоминается Бояня улица (Буяна или Бояна) в Великом Новгороде, существующая и поныне, в Рядной грамоте Тешаты и Якима (1261—1291) — послух Боян. Имя Боян читается в трёх новгородских берестяных грамотах — одной 1080-х годов и двух XII века. Новгородская берестяная грамота № 526, в которой упоминается Боян из Русы, датируется серединой XI века: «На Бояне въ Роусе гр(и)вна, на Житоб(о)уде въ Роусе 13 коуне и гр(и)вна истине…». На стене киевского Софийского собора имеется граффити о покупке княгинею «Всеволожей» (женой князя Всеволода) «земли Бояней», то есть земли, которая когда-то принадлежала некому Бояну. По мнению Л. А. Дмитриева, нет оснований для интерпретации имени Боян как искажённого написания другого древнерусского имени или поиска этого имени вне русских источников.
По мнению лингвиста Макса Фасмера, Боян является именем древнего певца, вероятнее всего связанным со словом бой. Менее удачным, по Фасмеру, является выведение этого слова из тюркских языков: каз. Bajan, алт. Bajan, чув. pojan, монг. bajan «богатый», в пользу которого высказывался П. М. Мелиоранский. Ф. Е. Корш ссылался на наличие подобного имени у аваров и булгар.

## Личность

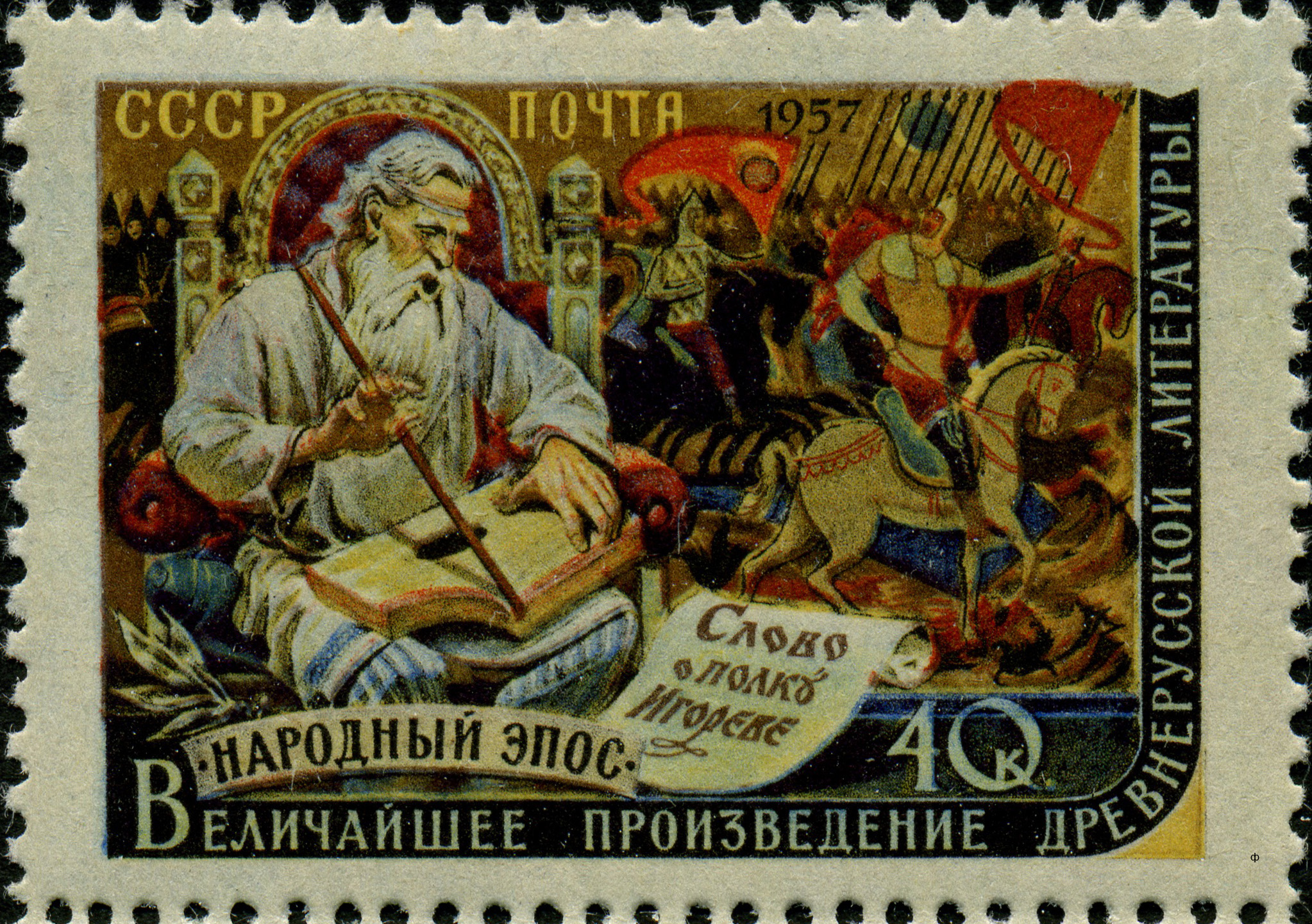
Почтовая марка СССР, 1957

Имя Бояна упоминается в «Слове о полку Игореве» семь раз.
В начале XIX века Бояна чаще всего рассматривали как историческое лицо и одновременно как обобщенный образ поэта-певца. В. Т. Нарежный и вслед за ним А. Х. Востоков (1806) писали, что русские поэты, которые «должны были находиться при дворе государей древних», именовались «Баянами», о чём «не говорит „Повесть о походе Игоря“, упоминающая только об одном Баяне, как о собственном имени; но нельзя ли предположить, что упомянутый песнотворец по превосходству назван общим именем Баяна, то есть: баснослова, вития, рассказчика». Подобное понимание Бояна как одновременно и имени собственного, и нарицательного было и у Пушкина, который писал в «Руслане и Людмиле»: «Все смолкли, слушают Баяна… И струны громкие Баянов / Не будут говорить о нем!». По мнению Б. В. Миллера это был только поэтический символ: «Боян заменяет автору „Слова“ музу эпических поэтов». «В начале „Слова“ Боян введен как поэтическое украшение, а не как историческое лицо: имя вещего поэта, потомка божества, должно украсить произведение автора, возвысить его в глазах читателей»; «…нет ни одной черты, которая могла бы быть реальной характеристикой исторического певца и притом русского, предшественника автора „Слова“».
Ф. И. Буслаев считал Бояна «знаменитым русским поэтом» XI — начала XII века. Время его творчества он датировал, основываясь на перечне имён князей, которых Боян воспевал в своих песнях-славах. Также, исходя из этого перечня, Буслаев утверждал, что «связь Бояна с князьями тмутороканскими и черниговскими, вероятно, заслуживает некоторого внимания». Кроме того, по его мнению, текст «Слова» сохранил несколько фрагементов из произведений Бояна, данных автором «Слова» в качестве цитат: две припевки Бояна, которые имеют характер притчи, — «Ни хытру, ни горазду…» и «Тяжко ти головы…», и пять отрывков из песен Бояна: «Тъй бо Олегъ мечемъ крамолу коваше…», «Тогда при Олзѣ Гориславличи…», «Уже бо, братие, невеселая година въстала…», «На Немизѣ снопы стелютъ головами…», «Не буря соколы занесе чресъ поля широкая…».
Среди современных исследователей общепризнанной является точка зрения, что Боян представляет собой имя собственное поэта-певца, который был предшественником автора «Слова».

## Характер творчества
Автор «Слова о полку Игореве» даёт образцы поэтического стиля Бояна, для которого характерны яркая метафорическая образность и афористичность. Произведения исполнялись Бояном под аккомпанемент струнного щипкового инструмента наподобие гуслей.
Согласно Ф. И. Буслаеву, поэзия Бояна соответствовала требованиям народного эпоса своего времени: «Боян сам пел свои песни, подобно другим народным певцам, и сопровождал свои песни струнным инструментом». Е. В. Барсов также считал, что «живое и быстрое» творчество Б. «имело характер не книжных произведений, а живой народной песни: оно было творчество струнное» (Слово. Т. 1. С. 303). Вместе с тем, однако, Барсов пишет: «Основа, план и стилистические приемы Бояновых творений указывают, что его песни, как и „Слово“, при всей своей внутренней и глубочайшей связи с живым народным песнетворчеством, существенно отличались от этого последнего… Это была поэзия, возвышающаяся над народною, предполагающая художественное развитие дружинного, исторического эпоса на героической основе»
М. Г. Халанский (1894) предполагал скальдический характер творчества Бояна. Именование Бояна «Велесовым внуком» автором «Слова о полку Игореве», «находит себе ближайшие параллели в образах поэзии скандинавских скальдов». Д. М. Шарыпкин (1973) считал, что в стадиально-типологическом отношении творчество Бояна родственно поэзии скальдов. Хвалебные песни властителям «как скальдов, так и Бояна, представляют собой стадию, промежуточную между фольклором и литературой». По мнению Шарыпкина, этот древнерусский певец либо непосредственно был «знаком со скандинавской скальдической традицией, а может быть, и учился у варяжских скальдов».
Д. С. Лихачёв вслед за И. У. Будовницем, считал Бояна придворным поэтом. Лихачёв писал о «бравурном» характере его песнотворчества и отмечал: «Очевидно Боян и не был подлинно народным поэтом».

## В позднейшей культуре
В XV веке, когда по образцу «Слова» была создана «Задонщина», имя Бояна, еще правильно переданное в сборнике Ефросина Белозерского, уже ничего не говорило древнерусским книжникам, поэтому оно при дальнейшей переписке подверглось многочисленным искажениям: в разных списках «Задонщины» на месте этого имени стоит Гобоян, Боюн, буйный, боярин. Певец утрачивает конкретную временную приуроченность и превращается в эпический образ; в «Задонщине» Боян воспевает не только князей XI века, но и Рюрика и Игоря Старого.
Боян стал персонажем одной из «Дум» Кондратия Рылеева, поэмы Пушкина «Руслан и Людмила» и одноимённой оперы Михаила Глинки. Картину ему посвятил Виктор Васнецов.
В русской литературе XIX века имя «Боян» стало нарицательным именем древнерусского певца, гусляра, причём часто неверно записывалось как «Баян» (от слова «баять»). В таком варианте оно стало в конце XIX века торговой маркой фирмы, производившей аккордеоны, и в конце концов нарицательным именем музыкального инструмента баяна. В XX веке Боян становится персонажем произведений поэта Виктора Сосноры «Песни Бояна».

## В современной культуре

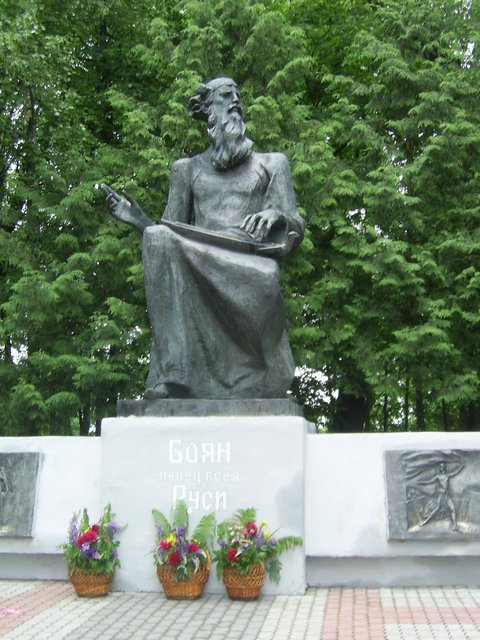
Памятник Бояну — ключевая фигура композиции в честь 1000-летия города Трубчевска

- В Трубчевске (1975), Брянске (1985) и Новгороде-Северском (1989) и ряде других мест установлены памятники Бояну.
- Мультфильм «Князь Владимир» (2006 год, Россия) режиссёр Юрий Кулаков, Бояна озвучивает Лев Дуров.